# 蔡作雍
蔡作雍（英語：Chok-Yung Chai，1928年—2023年12月28日），廣州人，台湾生理学家。

## 生平
1949年隨國防醫學院到台灣，1953年畢業於國防醫學院醫學系47期，其後留校任教，專攻生理學。1966年獲得美國哥倫比亞大學哲學博士學位，歷任國防醫學院生理系教授、系主任、教務處處長、教育長、副院長。1975年至1983年擔任院長。1978年獲選第一十二屆中央研究院院士，1980年至1987年任中央研究院生物科學研究所籌備處代主任。